# Yungas-Gürteltier
Das Yungas-Gürteltier (Dasypus mazzai, Syn.: Dasypus yepesi) ist eine Gürteltierart, die endemisch im Norden Argentiniens vorkommt. Sie lebt in den Yunga-Wäldern des Andenvorlandes, ihre Lebensweise ist aber so gut wie nicht erforscht. Insgesamt sind nur neun Stellen bekannt, an denen das Yungas-Gürteltier bisher beobachtet wurde. Typisches Erkennungsmerkmal der Tiere finden sich in den acht beweglichen Bändern, die zwischen den starren Abschnitten des Rückenpanzers ausgebildet sind. Der Gefährdungsstatus des Bestandes ist unbekannt. Die Art wurde 1995 eingeführt, sie weist aber eine problematische Taxonomiegeschichte auf. Ebenso bestehen Bedenken bezüglich der artlichen Eigenständigkeit. Allgemein steht die Form dem Neunbinden-Gürteltier nahe.

## Merkmale

### Habitus

Schädel des Yungas-Gürteltiers

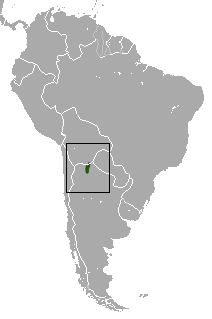
Verbreitungsgebiet des Yungas-Gürteltiers

Das Yungas-Gürteltier erreicht eine Kopf-Rumpf-Länge von 31 bis 32 cm, der Schwanz ist zusätzlich 23 cm lang und nimmt rund 70 % der Körperlänge ein. Es ist somit kleiner als das Neunbinden-Gürteltier (Dasypus novemcinctus), aber größer als das Siebenbinden-Gürteltier (Dasypus septemcinctus) und das Südliche Siebenbinden-Gürteltier (Dasypus hybridus). Die Ohren erreichen mit 3,7 cm Länge gut die Hälfte der Kopflänge. Der charakteristische Rückenpanzer, der an den Seiten etwas heller gefärbt ist als auf der Oberseite, besteht aus einem festen Schulter- und Beckenteil, zwischen denen sich 7 bis 9, im Durchschnitt 8 bewegliche, durch Hautfalten miteinander verbundene Bänder befinden. Das vierte bewegliche Band ist aus 51 bis 63 kleinen, viereckigen Knochenplättchen aufgebaut, die der festeren Panzerbereiche sind dagegen rundlich gestaltet. Der Schulterschild besteht am hinteren Rand aus 62 bis 66 Knochenplättchen. Zusätzlich ist der Schwanz von zwölf Ringen bedeckt, die ebenfalls aus Knochenplättchen aufgebaut sind. Die relativ kurzen Beine enden vorn in vier, hinten in fünf Strahlen, die jeweils Krallen tragen. Der Hinterfuß erreicht 6,1 cm Länge.

### Schädelmerkmale
Der Schädel wird laut Untersuchung von drei Individuen 7,2 bis 7,4 cm lang. Die Jochbögen kragen 3,0 bis 3,3 cm weit aus. Vergleichbar zu den anderen Langnasengürteltieren ist das Rostrum sehr langgestreckt und beansprucht 4,1 bis 4,2 cm Länge. Die Stirnlinie zeigt im Profil einen geschwungenen oder sinusartigen Verlauf. Wie bei allen Gürteltieren weicht das Gebiss von dem der meisten anderen Säugetiere ab. Alle Zähne sind molarenartig gestaltet und besitzen keinen Zahnschmelz. Pro Kieferhälfte besitzt das Yungas-Gürteltier im Oberkiefer 7 bis 8, im Unterkiefer immer 8 derartiger Zähne, insgesamt 30 bis 32. Die obere Zahnreihe erstreckt sich über eine Länge von 1,7 bis 1,8 cm, die untere ist durchschnittlich 2,0 cm lang. Der Unterkiefer selbst weist eine Länge von 5,6 bis 5,8 cm auf, am Kronenfortsatz wird er 1,6 bis 1,8 cm hoch.

## Verbreitung und Lebensraum
Das Yungas-Gürteltier lebt endemisch im Norden von Argentinien und kommt nur in den Provinzen Jujuy und Salta vor. Insgesamt sind nur neun Lokalitäten bekannt, an denen die Gürteltierart bisher beobachtet wurde und die sich über eine Fläche von insgesamt 22.000 km² erstrecken. Die Dichte der Population ist nicht erforscht. Der Lebensraum umfasst hauptsächlich die montanen Yunga-Wälder des Andenvorlandes von 440 bis 1800 m Meereshöhe. Diese sind hauptsächlich von hohen Niederschlägen von 800 bis 2000 mm im Jahresdurchschnitt geprägt. Allerdings toleriert das Yungas-Gürteltier auch trockenere Habitate und kommt in den tieferen Lagen seines Verbreitungsgebietes auch in Trockenwäldern vor.

## Lebensweise
Aufgrund fehlender Feldforschung ist über die Lebensweise des Yungas-Gürteltiers nichts bekannt.

## Systematik
Das Yungas-Gürteltier ist eine der wenigstens neun, heute noch lebenden Arten aus der Gattung der Langnasengürteltiere (Dasypus). Die Langnasengürteltiere gehören wiederum in die Gruppe der Gürteltiere (Dasypoda). Innerhalb dieser wird die Gattung Dasypus einer eigenen Familie zugewiesen, den Dasypodidae. Diese gelten als rezent Monotypisch, sie schließen allerdings mehrere ausgestorbene Formen mit ein, so unter anderem Stegotherium und Propraopus.  Nach  molekulargenetischen Untersuchungen bildeten sich die Dasypodidae bereits im Mittleren Eozän vor rund 45 Millionen Jahren als eigenständige  Linie der Gürteltiere heraus. Alle anderen Vertreter der Gruppe werden in der Familie der Chlamyphoridae zusammengefasst. die Langnasengürteltiere begannen sich im Mittleren Miozän vor rund 10 Millionen Jahren stärker aufzuspalten. Hierbei entstanden drei größere Linien, wovon eine den Artkomplex um das Kappler-Gürteltier (Dasypus kappleris) bildet, eine andere jenen des Siebenbinden-Gürteltiers  (Dasypus septemcinctus) und die letzte wiederum den des Neunbinden-Gürteltiers (Dasypus novemcinctus) einschließlich des Pelzgürteltiers (Dasypus pilosus). Das Yungas-Gürteltier lässt sich letzterem zuordnen. Dessen Herausformung datiert in den Übergang vom Miozän zum Pliozän vor etwa 5,14 Millionen Jahren. Innerhalb des Artkomplexes löste sich die Linie des Yungas-Gürteltier relativ spät, im Verlauf des Pleistozäns, heraus.
Zum taxonomischen Status des Yungas-Gürteltiers bestehen unterschiedliche Auffassungen. Ursprünglich sah man das Siebenbinden-Gürteltier und das Südliche Siebenbinden-Gürteltier (Dasypus hybridus) als näher mit dem Yungas-Gürteltzier verwandt an, was vor allem morphologisch begründet wurde. Dagegen erbrachten genetische Untersuchungen in den 2010er Jahren eine engere Bindung an den Verwandtschaftskomplex des Neunbinden-Gürteltiers. Hierbei ergab sich in einer genetischen Analyse aus dem Jahr 2015, dass das Savannen-Gürteltier (Dasypus sabanicola) die Schwesterart des Yungas-Gürteltiers bildete. Beide Formen standen einer Klade zusammengesetzt aus dem Neunbinden-Gürteltier und dem Pelzgürteltier gegenüber. In einer drei Jahre später veröffentlichten Untersuchung wurde angedeutet, dass das Yungas- und das Savannen-Gürteltier auch eine gemeinsame Art formen könnten, die der Prioritätsregel der zoologischen Nomenklatur folgend, die wissenschaftliche Bezeichnung Dasypus mazzai tragen müsste. Eine gleichzeitig veröffentlichte anatomische Analyse stufte das Yungas-Gürteltier aber vorerst als eigenständig ein. In nachfolgenden genetischen Untersuchungen aus den Jahren 2019 und 2024 formten sowohl das Yungas- als auch das Savannen-Gürteltier einen Bestandteil des Artkomplexes des Neunbinden-Gürteltiers. Hierdurch besteht die Möglichkeit, dass erstere beiden Vertreter mit letzterem identisch sind. Für eine eindeutige Klärung des Umstandes bedarf es laut den Autoren der Studien weiterer Analysen.
Insgesamt ist das Yungas-Gürteltier sehr wenig erforscht. Die Gürteltierart weist aber eine komplexe Taxonomiegeschichte auf. Ihre Erstbeschreibung geht auf José V. Yepes zurück, der die Bezeichnung Dasypus mazzai im Jahr 1933 einführte. Er benutzte dafür zwei Museumsexemplare aus der Provinz Salta, der Holotyp (Exemplarnummer: MACN-Ma 31.273) stellt ein Schädel mit Körperskelett einschließlich des Panzers dar. Das zweite Individuum, ein montiertes Skelett, setzte Yepes als Paratyp ein (Exemplarnummer: MACN-Ma 13222). Benannt ist die Art nach Salvador Mazza, einem Epidemiologen, der zu Beginn des 20. Jahrhunderts zahlreiche lokale Krankheiten in Südamerika erforscht und dabei auch eine größere Sammlung an Säugetieren zusammengetragen hatte. Bereits sechs Jahre später diagnostizierte G. W. D. Hamlett bei einer erneuten Begutachtung den Holotyp als Jungtier des Neunbinden-Gürteltiers, woraufhin D. mazzai weitgehend als Synonymbezeichnung dieser Art galt. Das zweite von Yepes zu Dasypus mazzai geordnete Individuum verwies er zu einer noch nicht beschriebenen Art. Ralph M. Wetzel setzte dann im Jahr 1979 Yepes' Paratyp mit dem Südlichen Siebenbinden-Gürteltier gleich, während er weitere damals bekannte Exemplare zum Siebenbinden-Gürteltier  stellte. Im Jahr 1995 nutzte Sergio F. Vizcaíno einige unbestimmten Individuen und zusätzlich den Paratypus von Dasypus mazzai für morphometrische Analysen und erkannte dabei die Eigenständigkeiten der Exemplare von anderen Langnasengürteltieren. Er legte daraufhin im gleichen Jahr eine weitere Beschreibung unter der wissenschaftlichen Bezeichnung Dasypus yepesi vor. Als Holotyp (Exemplarnummer: DZV-MLP 30-III-90-8) wählte er einen Panzer mit Schädel und Unterkiefer, die aus der Ortschaft San Andrés in der Provinz Salta aus 1800 m Meereshöhe stammen und heute im Museum der Stadt La Plata in Argentinien aufbewahrt werden. Mit dem Artnamen yepesi ehrte Vizcaíno Yepes für seine Arbeit um die zuvor aufgestellte Art Dasypus mazzai. In der Folgezeit wurde das Yungas-Gürteltier weitgehend unter Vizcaínos Bezeichnung geführt, sein eigenständiger Status blieb aber ungeklärt und es wurden weitere morphologische und genetische Studien angemahnt. Die genetischen Studien aus dem Jahr 2015 bestätigten jedoch die Eigenständigkeit des Yungas-Gürteltiers, stellten aber auch eine enge Bindung an das Savannen-Gürteltier (Dasypus sabanicola) aus dem Norden Südamerikas heraus.
Eine im Jahr 2014 durchgeführte Untersuchung des Holotypexemplars von Dasypus mazzai zeigte, dass der Schädel nicht von einem Jungtier des Neunbinden-Gürteltiers stammt, sondern mit seinen verwachsenen Schädeltnähten und der voll ausgeprägten Bezahnung ein ausgewachsenes Exemplar einer kleineren Art ist, etwa vergleichbar in der Größe des Yungas-Gürteltiers. Auch die übrigen Körpermerkmale sowohl des Holo- als auch des Paratypen von Dasypus mazzai stimmen mit dem des Yungas-Gürteltiers überein. Die Autoren zogen daraus die Schlussfolgerung, dass der eigentlich korrekte wissenschaftliche Artname des Yungas-Gürteltiers Dasypus mazzai lautet. Andere Autoren schlossen sich der Meinung an. Die Synonymität von Dasypus yepesi mit Dasypus mazzai wurde im Jahr 2018 durch genetische Studien bestätigt, die das von Yepes ausgewählte Holotyp-Exemplar einschlossen und einen Vergleich mit den bekannten Gensequenzen anderer Langnasengürteltiere durchführten. Demnach sind Dasyous mazzai und Dasypus yepesi genetisch identisch. Darüber hinaus bekräftigten sie aber auch die starken Übereinstimmungen mit dem Savannen-Gürteltier, das demnach in die Art einzuschließen wäre. Als Konsequenz ergäbe sich daraus, dass Dasypus mazzai mehrere isolierte Populationen enthält, deren größte Nord-Süd-Trennung über 3000 km beträgt.

## Bedrohung und Schutz
Aufgrund fehlender Beobachtungen ist über die Bedrohung des Yungas-Gürteltiers nichts bekannt, es wird aber angenommen, dass es als Nahrungsressource lokal genutzt wird und das sich die Zerstörung der Wälder negativ auf den Bestand auswirken. Die IUCN kann aufgrund von nichtvorhandener Daten (data deficient) keinen Schutzstatus für die Gürteltierart angeben. Allerdings ist das Yungas-Gürteltier aus zwei Nationalparks nachgewiesen, dem 760 km² großen Nationalpark Calilegua und dem 440 km² großen Nationalpark El Rey. Zum Schutz und zur möglichen Beobachtung sind Kamerafallen installiert, mit denen es mehrfach aufgespürt wurde.